# Artur Quaresma
Pour les articles homonymes, voir Quaresma.
Artur Quaresma, de son nom complet Artur da Silva Quaresma, est un footballeur portugais né le 27 juin 1917 à Barreiro et mort le 2 novembre 2011 dans la même ville. Il évoluait au poste d'attaquant.

## Biographie

### En club
Artur Quaresma est un grand joueur du CF Belenenses, il évolue sous les couleurs du club lisboète de 1936 à 1948,,.
Il est champion du Portugal en 1946 et il remporte également la Coupe du Portugal en 1942,.
Il dispute 175 matchs pour 16 buts marqués en première division portugaise durant 13 saisons,.

### En équipe nationale
International portugais, il reçoit cinq sélections en équipe du Portugal entre 1937 et 1946, pour aucun but marqué.
Son premier match est disputé le 28 novembre 1937 en pleine Guerre civile espagnole contre une équipe d'Espagne composé de joueurs provenant des régions franquistes. Joué à Vigo, tous les joueurs des deux camps sont contraints de faire le salut franquiste. Quaresma, ami de communistes et d'opposants au franquisme refuse de faire le salut, les bras le long du corps. Deux autres joueurs Mariano Amaro et João Azevedo lèvent le bras le poing serré.  Le Portugal remporte le match 2-1.  Après le match, avec la censure d'alors, les trois joueurs sont livrés à la PIDE, seules les bonnes relations de Salazar avec le CF Belenenses club de Quaresma et Amaro ont pu aider à leur libération
Son dernier match a lieu le 14 avril 1946 en amical contre la France (victoire 2-1 à Oeiras).

### Entraîneur
Il entraîne de nombreux clubs portugais lors de sa carrière d'entraîneur.

## Palmarès
Avec le CF Belenenses :
- Champion du Portugal en 1946
- Vainqueur de la Coupe du Portugal en 1942
- Finaliste de la Coupe du Portugal en 1940, 1941 et 1947